# 鄭文茂
鄭文茂（1528年—1587年），字實夫，號杞山，浙江處州府縉雲縣人，軍籍，明朝政治人物。

## 生平
嘉靖三十一年（1552年）壬子科浙江鄉試第六十名舉人。嘉靖三十二年（1553年）聯捷癸丑科三甲第二百八十七名進士。吏部观政，丁父忧，服阕，起复授刑部云南司主事，恤刑江南，多所平反，人稱之為「鄭鐵面」。遷廣西司員外郎，轉河南司郎中，出知承天府，打死闹事的承天卫军士。隆慶年间官至四川下川东道副使，駐守夔州府，丁繼母憂去職，時年四十餘歲。

## 家族
曾祖鄭鋹；祖父鄭脩；父鄭敘，母李氏；繼母朱氏。弟文盛、文哲、文玑、文昭、文鸣。